# Алън Лад
Алън Лад (на английски: Alan Ladd) е американски актьор.

## Биография
Алън Лад е роден в Хот Спрингс, Арканзас, в семейството на Алън Лад старши и Ина Райли Лад. Баща му умира, когато той е на четири години, а майка му се премества в Оклахома Сити, където се омъжва за Джим Бобърс. След това семейството се премества отново в Калифорния.
В училище той получава прякора Тини („малкия“) за височината си от 162 см. След училище той отваря закусвалня, работи като дърводелец в студио „Уорнър Брос“ и за кратко учи в актьорското студио на „Юнивърсъл Студиос“. След като напуска студиото, работи в радиото. През 1936 г. той се жени за Марджъри Джейн Харолд, с която се запознава в училище.
Филмовата кариера на Лад започва с епизодични роли, като се появява и във филма „Гражданинът Кейн“. По това време пастрокът му умира внезапно, а майка му се самоубива.
През 1942 г. той се жени за Сю Карол, която става и негов агент. Карол намира роля за него във филма „Пистолет под наем“, където Лад придобива популярност. Това е първият от седемте филма, в които Лад си партнира с Вероника Лейк. Кратката служба във въоръжените сили не намалява популярността му, въпреки че нито един филм от 40-те години с участието му не е толкова успешен, колкото „Пистолет под наем“. През 1948 г. организира собствена продуцентска компания, „Box 13“. Най-известната му роля е на стрелеца в уестърна „Шейн“ (1953).
През 1964 г. е открит мъртъв в Палм Спрингс. Причината за смъртта е предозиране с алкохол и обезболяващи. Погребан е в гробището Форест Лун в Глендейл, Калифорния.

## Деца
Синът на Лад от първия му брак, Алън Лад младши, става филмов продуцент. От втория брак той има две деца: дъщеря Алана и син Давид.

## Памет
- В чест на Лад е положена звезда на холивудската Алея на славата.

## Избрана филмография
| Година | Филм                  | Оригинално заглавие | Роля                      | Режисьор       |
| ------ | --------------------- | ------------------- | ------------------------- | -------------- |
| 1941   | Гражданинът Кейн      | Citizen Kane        | Репортер                  | Орсън Уелс     |
| 1946   | Синята далия          | The Blue Dahlia     | Джони Морисън / Джими Мур | Джордж Маршал  |
| 1953   | Шейн                  | Shane               | Шейн                      | Джордж Стивънс |
| 1957   | Момчето върху делфина | Boy on a Dolphin    | Д-р Джим Калдер           | Жан Негулеско  |